# ا
ا （アリフ, アラビア語: أَلِفٌ, ラテン文字転写: ʾalif）は、アラビア文字の第1番目に位置する文字。
アラビア語文法学ではこの1番目の文字を声門閉鎖音/声門破裂音であるハムザと同一視する学説が主流となっている。1文字目がハムザと長母音アリフの両方を兼ねていると考える学説では、母音を伴うアリフは全て声門閉鎖音/声門破裂音のハムザのことで、ハムザト・アル＝ワスルであるためにハムザが表記されなくても、アリフに母音が書いてあればそれらは全てハムザと同質であると見なされる。一方、長母音として働く場合のアリフは音価を持たないハムザとは違うアリフとして扱われる。

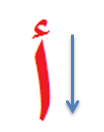
ا の筆順

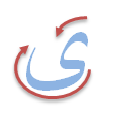
ى の筆順

## 概要
ヘブライ文字の א、ギリシア文字の α、およびラテン文字のAと共に、フェニキア文字から受け継がれた文字の一つ。元は「雄牛」の形であった。ギリシャ・ラテン文字などでは母音字になっているが、もともとは声門閉鎖音 /ʔ/ を表す文字である。
アラビア文字においても元々アリフは声門閉鎖音 /ʔ/ を表す文字として使われていたが、クルアーンの中ではアリフが存在するにもかかわらず声門閉鎖音が存在しない場合や、逆にアリフが書かれていないにもかかわらず声門閉鎖音が存在する場合が存在した。クルアーン本文は変更するわけにいかなかったため、注釈者は声門閉鎖音を表すための新たな記号ハムザ(ء) を加えた。アリフが声門閉鎖音を表す場合はハムザをアリフの上（続く母音が i の場合は下）にシャクルの形で加える。ハムザの扱いや発音についてはシャクルおよびハムザの項を参照。
ハムザがつかない場合、アリフはそれ自体が音価を持たない文字と見なされる。
- 直前の短母音/a/に後続することによって、長母音化することを示す。直前にあった短母音/a/と長母音アリフの両方によって /aː/ を表す。長母音アリフには音価も伴う母音も存在しないという意味で、アリフの上にスクーン記号が書かれることがある。
- 母音/a/を伴う声門閉鎖音/声門破裂音ハムザに後続することによって、長母音/ʔaː/ となることを示す。このとき2字は分けてأَاとするのではなくマッダ記号を用いて統合し آ と表記する。
- 対格を示す語末の母音/a/に非限定を示すn音を添加（タンウィーン）した場合、anという発音とは直接関係の無いアリフを書き添えて ـًا もしくはـاًと表記する。これはワクフ（休止形）の時にan部分を/aː/と長母音化して読むことに由来した表記で、休止形で音読する時は長母音アリフとして読まれる。

### 字形変化
語末形のみ存在する。語中形と語末形、単独形と語頭形が同じ形である。
アリフがラーム (ل) の後に続く場合、合字 لا を作る。独立形では ﻻ、語中では ﻼ と書かれる。

## アリフ・マクスーラ
ا と同音の文字としてى（アリフ・マクスーラ, اَلْأَلِف الْمَقْصُورَة）がある。アリフ・マクスーラとはアラビア語で「短くされたアリフ、短縮されたアリフ」を意味する。アリフ・マムドゥーダのある ـاء（الألف الممدودة, 長母音アリフとハムザが語末にあるものを指し、厳密にはاに後続するءがアリフ・マムドゥーダと規定されている）に比べて音が長母音があまり伸びないこと、もしくは格母音が書かれず表出が妨げられることから「マクスーラ」と呼ばれたとされている。
音は異なるがまったく同じ字形のものとして、点無しの ي があり、両者は解釈によって同字とされたり別字として扱われたりしている。
起源的にはアリフ・マクスーラは ي と同字であり、ナバテア文字等での古い綴り（アラビア語では消滅した語尾の /j/ 音の表記）を引き継いだものである。後に、クルアーンでは語尾にあってアリフのように読まれるものには点無しのまま母音記号の短剣アリフがつけられ（アリフ・マクスーラ）、それ以外のものは状況や地域によって点がつけられたりつけられなかったりした（点有り、点無しのヤー）。
アリフ・マクスーラは必ず語尾のみに置かれ、語頭形および語中形は存在しない。特定の語のa音もしくはその長母音ā音を音価とし、正則アラビア語フスハーにおいては決められた語にのみ用いられる。ただしアーンミーヤなどでは副詞など、フスハーでは本来アリフ・マクスーラで書くことのない ا をアリフ・マクスーラで表記することがしばしば見られる。
また、アリフ・マクスーラには上下問わずハムザが付くことはない。同じ字形のものにハムザの付いた ئ という文字があるが、これはハムザの付いたヤー（ي）である。さらに、すでに述べたようにアリフ・マクスーラは語尾のみに現れる文字であり、独立形のハムザも付かない。直前の子音の音価は常にaもしくはこれに準ずるものであり、付されるシャクルも原則としてファトハ、もしくはそのタンウィーンのみとなる。
主たるアラビア文字群であるアブジャド文字群（ حروف أبجدية ）には含まれず、点無しヤーとともにイダーファ文字群（ حروف إضافية ）に属する。通常の ا と ي はアブジャド文字群である。
Unicodeでは以下のように定義されている。
1. アリフ・マクスーラ (U+0649) は、語末のみに現れ点はつかない
2. ヤー (U+064A) は、語頭・語中・語末いずれでも点がつく。ただしシャクルとしてハムザがついたときは点がつかない
3. ハムザつきのヤー (U+0626) には点がついていないが、ヤー (U+064A) にハムザがついたものである
4. 点無しヤー (U+06CC) はペルシア語用アラビア文字として定義され、語末・独立形では点がつかず、語頭・語中では点がつく

## 符号位置
| 文字 | Unicode | JIS X 0213 | 文字参照        | 注                                                  |
| ---- | ------- | ---------- | --------------- | --------------------------------------------------- |
| ا    | U+0627  | ‐          | &#x627; &#1575; | アリフ                                              |
| آ    | U+0622  | ‐          | &#x622; &#1570; | マッダつきアリフ                                    |
| أ    | U+0623  | ‐          | &#x623; &#1571; | 上ハムザつきアリフ                                  |
| إ    | U+0625  | ‐          | &#x625; &#1573; | 下ハムザつきアリフ                                  |
| ٱ    | U+0671  | ‐          | &#x671; &#1649; | ワスラつきアリフ                                    |
| ٲ    | U+0672  | ‐          | &#x672; &#1650; | 上波形ハムザつきアリフ (カシミール語、バルーチー語) |
| ٳ    | U+0673  | ‐          | &#x673; &#1651; | 下波形ハムザつきアリフ (カシミール語、不推奨)       |
| ٵ    | U+0675  | ‐          | &#x675; &#1653; | 高いハムザつきアリフ (カザフ語)                     |
| ى    | U+0649  | ‐          | &#x649; &#1609; | アリフ・マクスーラ                                  |